# Erika Henningsen
Pour les articles homonymes, voir Henningsen.
Erika Henningsen, née le 13 août 1992 à Moraga en Californie, est une actrice et chanteuse américaine. Elle est connue pour son travail à Broadway et pour avoir créé le rôle de Cady Heron dans la comédie musicale Mean Girls nommée aux Tony Awards en 2018, pour laquelle elle a reçu une nomination au  Outer Critics Circle Award,,. En 2024, elle joue le rôle de la princesse Charlie Morningstar dans la série animée musicale pour adultes Hazbin Hotel de Vivienne Medrano.

## Biographie

### Enfance et formation
Erika Leigh Henningsen est née et grandit à Moraga, en Californie,. Elle est la plus jeune des trois filles de Phil et Marybeth Henningsen.
Elle commence le théâtre assez jeune, ses parents ayant remarqué sa passion pour « parler et être devant les gens ». À l'âge de sept ans, son intérêt pour le théâtre s'éveille après la lecture du poème de Jack Prelutsky (en) « La dinde sortie du four » et la réaction positive du public à sa performance. À l'âge de 14 ans, elle participe à une production locale de Grey Gardens et déclare dans des interviews qu'après avoir joué dans cette production, elle savait qu'elle voulait poursuivre une carrière dans le théâtre musical.
Erika Henningsen est diplômée du lycée Campolindo en 2010, puis étudie à l'Université du Michigan, obtenant un BFA en théâtre musical en 2014,. Au cours de ses années de premier cycle, elle étudie également à la Modèle:Langue=en de Londres dans le cadre du programme NYU London. Erika Henningsen est sélectionnée comme lauréate de la bourse d'études Alan Eisenberg 2014, un prix décerné à un diplômé senior de l'Université du Michigan en reconnaissance de « son talent exceptionnel et de son potentiel de carrière » dans le théâtre musical.

### Carrière
En 2010, à l'âge de 17 ans, Erika Henningsen participe à sa première production professionnelle dans le rôle de Penny Pingleton dans Modèle:Langue=en  à l'amphithéâtre Woodminster d'Oakland, en Californie,.
En novembre 2014, elle fait ses débuts à l'Orchestre philharmonique de New York dans le rôle de Kim Ravenal dans un concert mis en scène de Kern et Hammerstein's Show Boat,. Un enregistrement en direct de la production est ensuite diffusé sur PBS le 16 octobre 2015.
Plus tard cette année-là, Erika Henningsen joue le rôle de Beth dans la comédie musicale Diner, inspiré du film éponyme de Barry Levinson de 1982 avec la musique et les paroles de Sheryl Crow. La comédie musicale, mise en scène et chorégraphiée par Kathleen Marshall, fait sa première mondiale avec une diffusion à guichets fermés au Signature Theatre de Washington, DC, du 9 décembre 2014 au 25 janvier 2015. Elle reste partie intégrante de la production et de sa diffusion prolongée lorsqu'elle est ensuite jouée par la Delaware Theatre Company en décembre 2015,.
Erika Henningsen fait ses débuts à Broadway dans le rôle de Fantine dans la reprise des Misérables le 3 mars 2015,,. Elle révèle lors d'entretiens qu'elle était sur le point de déposer une demande de chômage lorsqu'elle a appris qu'elle avait été choisie pour incarner Fantine, qui était aussi le dernier rôle qu'elle avait joué en tant qu'étudiante de premier cycle à l'Université du Michigan, 11 mois plus tôt,,. Elle est la plus jeune actrice de l'histoire de Broadway à ce jour à interpréter le rôle de Fantine,. Elle quitte la production avec ses collègues des Misérables, Ramin Karimloo et Samantha Hill, le 30 août 2015 et est remplacée par la star de Memphis, Montego Glover.
À l'été 2016, Erika Henningsen interprète l'enseigne Nellie Forbush, face à Ben Davis, dans la production du Pittsburgh Civic Light Opera de South Pacific,.
En février 2017, elle apparaît dans un concert Off-Broadway de la comédie musicale Dear World de Jerry Herman dans le rôle de Nina avec la York Theatre Company, aux côtés de Tyne Daly, Alison Fraser et Ann Harada,.
Erika Henningsen revient au Pittsburgh Civic Light Opera (PCLO) à l'été 2017, dans le rôle de Sophie dans la production régionale de la compagnie de Mamma Mia !. Au cours de sa carrière au PCLO, il est annoncé qu'elle jouerait le rôle de Cady Heron dans la prochaine production de Mean Girls à Washington, DC.
À partir de 2017, Erika Henningsen joue le rôle de Cady Heron dans la comédie musicale Mean Girls, nommée aux Tony Awards, écrite par Tina Fey avec la musique et les paroles de Jeff Richmond et Nell Benjamin respectivement,,. Le spectacle a sa première mondiale en tant qu'essai à l'extérieur de la ville au National Theatre de Washington, DC, du 31 octobre 2017 au 3 décembre 2017, dans lequel Erika Henningsen crée le rôle de Cady Heron,. Elle est ensuite nommée pour un Outer Critics Circle Award pour ce rôle. La comédie musicale, inspirée du film éponyme, commence ses avant-premières le 12 mars 2018 et débute officiellement à Broadway le 8 avril 2018 au August Wilson Theatre de New York. Au cours des semaines entourant l'ouverture de Mean Girls à Broadway, Erika Henningsen filme une série de blogs vidéo pour Broadway.com intitulée « Too Grool for School: Backstage at Mean Girls with Erika Henningsen », donnant aux téléspectateurs un aperçu des coulisses et lors d'événements comme la soirée d'ouverture, l'enregistrement de l'album du casting et l'apparition du casting dans The Today Show,. Elle quitte la production le 22 février 2020 et est remplacée par l'actrice Sabrina Carpenter,.
En mars 2019, elle interprète Helen aux côtés de Kyle Selig, co-star de Mean Girls, dans Saturday Night at Second Stage Theatre de Stephen Sondheim, dans le cadre de la série de concerts hebdomadaires "Musical Mondays" du théâtre.
En janvier 2020, il est annoncé qu'Erika Henningsen rejoindrait le casting de Broadway de la nouvelle comédie musicale Flying Over Sunset, dont la sortie est prévue au printemps 2020 au Théâtre Vivian Beaumont sous la direction de James Lapine,. Cependant, l'ouverture de la production est reportée à l'automne 2020 après que les cinémas aient été mandatés par le gouverneur Andrew Cuomo le 12 mars 2020, en raison de la pandémie de COVID-19. Erika Henningsen ne revient pas dans la production lors de la reprise des représentations en décembre 2021,.
En décembre 2022, Erika Henningsen joue le rôle de Joy Mangano lors de la première mondiale de la comédie musicale Joy au George Street Playhouse dans le New Jersey,.

## Philanthropie et activisme social
En tant qu'étudiante à l'Université du Michigan, Erika Henningsen est co-présidente du Michigan Performance Outreach Workshop (MPOW), une organisation dirigée par des étudiants (cofondée par sa camarade de classe et future co-star de Mean Girls, Ashley Park) avec pour but d'offrir des opportunités éducatives en arts du spectacle aux étudiants du sud-est du Michigan pour « favoriser l'expression créative, renforcer l'estime de soi et renforcer la communauté »,,. MPOW organise chaque semestre un atelier sur le campus pour 130 à 200 étudiants des écoles publiques qui comprend des performances d'étudiants de l'Université du Michigan ainsi que des ateliers immersifs et collaboratifs dans d'autres disciplines artistiques,.
Erika Henningsen est activement impliquée dans Sing For Hope, une organisation à but non lucratif basée à New York qui se consacre à la création d'un accès à une éducation et à une programmation artistiques de haute qualité dans toute la ville de New York,. Elle est artiste partenaire, donne des cours et anime des ateliers dans le but d'introduire et d'encourager l'expression créative chez les enfants de New York ayant un accès réduit aux arts,.
Elle participe également aux événements de soutien des Artists Striving to End Poverty (ASTEP), Artists For Action NYC, Broadway Sings for Immigration Equality et Broadway Cares/Equity Fights AIDS (BCEFA),,,. En juillet 2018, elle assiste au 20e Broadway Barks, un événement annuel promouvant l'adoption d'animaux en refuge. En décembre 2018, elle participé au deuxième concert annuel Broadway Beats Hunger, collectant des fonds pour l'initiative « Nourriture, santé et espoir : une réponse au diabète » de la Summit Medical Group Foundation. Elle est une ardente défenseure de la campagne Not a Lab Rat  de l'Actors' Equity Association, demandant aux acteurs participant aux laboratoires de développement de nouvelles productions scéniques d'avoir un salaire minimum plus élevé et de recevoir également une part des bénéfices de la production.
En avril 2019, Erika Henningsen s'associe à l'African Library Project pour créer une bibliothèque pour l'école St. Catherine dans le comté de Migori, au Kenya, à quelques heures de là où vivait Cady Heron (son personnage fictif de Mean Girls). Elle collecte des fonds pour payer les frais d'expédition et collecté des livres neufs et d'occasion donnés à la porte de la scène du théâtre August Wilson. En un peu plus d'un mois, elle reçoit plus de 1 100 livres donnés et expédie la « bibliothèque » dans le comté de Migori, au Kenya.
Elle sert également de mentor et organise des masterclasses pour divers programmes et organisations, tels que The Performing Arts Project, Broadway Method Academy, Broadway Workshop, Exit II Theatre et The Broadway Collective,,,,.
Pendant la pandémie de COVID-19, Erika Henningsen s'associe à She's the First, une organisation à but non lucratif engagée à fournir un accès à l'éducation à toutes les filles, pour collecter des fonds pour leur fonds de réponse au COVID-19 en offrant l'accès à son concert exclusif dans son salon avec tout montant de don au 12 mai 2020. Son concert dans le salon Zoom du 15 mai 2020 a permis de récolter plus de 4 000 $ pour She's the First.

## Distinctions et récompenses
- 2014 – Bourse du prix Alan Eisenberg[5]
- 2018 – Étoile Broadway.com de l’année[66]

## Rôles

### Pièces de théâtre
Les crédits en gras indiquent les productions de Broadway :
- Hairspray, 2010 : Penny Pingleton, Woodminster Amphitheater[67].

- Carousel, 2012 : Carrie Pipperidge, Wagon Wheel Theatre[68].
- Chicago : Roxie Hart[69].
- Les Misérables, 2013 : Cosette, Encore Theater[70].
- Showboat, 2014 : Kim Ravenal, Lincoln Center for the Performing Arts[71].
- Diner, Signature Theatre, 2014–2015 : Beth[72].
- Les Misérables, Imperial Theatre, 2015 : Fantine[73].
- Diner, Delaware Theatre Company, 2015–2016 : Beth[74].
- South Pacific, Pittsburgh Civic Light Opera, 2016 : Ensign Nellie Forbush[75].
- Dear World, York Theatre, 2017 : Nina[76].
- Mamma Mia!, Benedum Center: Sophie[77].
- Mean Girls, National Theatre : Cady Heron[réf. nécessaire].
- Joy, George Street Playhouse, 2022 : Joy Mangano[78].

### Films
- Interface, 2013 : Sarah[79].
- Mauvaises filles, 2014 : Christine Babkin[80].
- Éveillé, 2015 : Kennedy[80],[81].

### Télévision
- En direct du Lincoln Center : Le Show Boat de Kern & Hammerstein, 2015 : Kim Ravenal.
- Saturday Night Live, épisode : Tina Fey, 2018 : elle-même[82].
- Today, épisode du 3 mai 2018 : Cady Héron[83].
- Late Night with Seth Meyers, épisode  du 1er octobre 2018[84].
- Harlem,2021 : Kate[85].
- Girls5eva 2021-2022  : jeune Gloria, rôle récurrent[86].
- Blue Bloods, épisode La manière Reagan, 2022 : Madeline Gleeson[87].
- Ce foutu Michael, épisode : Médiocrité noire": Che Cabas[88].
- 2023 Malédictions ! Ania 2 épisodes, voix[89]

- 2024 Hazbin Hotel Princesse Charlie Morningstar Acteurs principaux, voix [90]

- 2025 Les Quatre Saisons Ginny Actrice principale

## Discographie

### Enregistrements de casting et bandes sonores
- La théorie de la relativité, enregistrement original de la distribution, 2016[30],[91].
- Mean Girls, enregistrement original du casting de Broadway, 2018[92].
- Girls5eva, Musique de la série originale Peacock, 2021[93],[94].

### Projets collaboratifs
- Carols for a Cure de Broadway, volume 17, 2015[95].
- Carols for a Cure de Broadway, volume 20, 2018[96].

### En tant qu'artiste vedette
- Rockin' Around the Pole de The Hot Elves, 2018[97].
- Bonne journée en enfer, 2023.

## Récompenses et nominations
- 2018 : Méchantes filles : Prix du public Broadway.com, Meilleure performance (femme)[98].
- 2018 : Méchantes filles : Prix du Cercle des Critiques Extérieures, meilleure actrice dans une comédie musicale